# آرمسترانگ ویتورث آوانا
آرمسترانگ ویتورث آوانا (به انگلیسی: Armstrong Whitworth Awana) یک هواگرد ساختِ کارخانهٔ آرمسترانگ ویتورث در کشور بریتانیا است. این هواگرد برای نخستین بار در ۲۸ ژوئن ۱۹۲۳ میلادی مورد استفاده قرار گرفت.